# غارب المنظر (مبين)

تعديل مصدري - تعديل

غارب المنظر هي إحدى قرى عزلة المراحبة بمديرية مبين التابعة لمحافظة حجة، بلغ تعداد سكانها 53 نسمة حسب تعداد اليمن لعام 2004.